# Иевлев, Александр Иванович
Александр Иванович Иевлев (5 сентября 1926, участок №32, Второй Шанинский сельский совет, Таловский район, Воронежская губерния — 30 ноября 2004, Москва, Российская Федерация) — советский партийный и государственный деятель, первый заместитель председателя Госагропрома СССР — министр СССР (1985—1989).

## Биография
Родился в семье крестьянина.
В 1960 г. окончил Воронежский сельскохозяйственный институт (заочно). Кандидат экономических наук (1973).
С 1941 г. — учётчик колхоза «Коммунар» Таловского района Воронежской области.
С 1943 г. — служил в Советской Армии.
С 1950 г. — на комсомольской работе в Таловском районе Воронежской области.
С 1952 г. — пропагандист, заведующий отделом, секретарь Таловского райкома КПСС Воронежской области.
С 1959 г. — инструктор отдела Воронежского обкома КПСС.
С 1960 г. — второй, первый секретарь Воробьёвского райкома партии Воронежской области.
С 1962 г. — секретарь парткома Бутурлиновского производственного колхозно-совхозного управления Воронежской области.
С 1965 г. — первый секретарь Бутурлиновского райкома КПСС Воронежской области.
С 1971 г. — секретарь Воронежского обкома КПСС.
С 1977 г. — заместитель министра сельского хозяйства СССР.
С декабря 1985 г. — первый заместитель председателя Государственного агропромышленного комитета СССР — министр СССР.
Член КПСС с 1950 г. Кандидат в члены ЦК КПСС в 1986—1990 гг.
С апреля 1989 г. персональный пенсионер союзного значения.

## Награды и звания
Награждён орденом Ленина, орденом «Октябрьской Революции», двумя орденами Трудового Красного Знамени, орденом Отечественной войны 2-й степени.